# Broken Arrow (album)
Broken Arrow – album studyjny Neila Younga z grupą Crazy Horse nagrany w marcu i kwietniu 1996 r. oraz wydany przez firmę nagraniową Reprise w tym samym roku.

## Historia i charakter albumu
Album rozpoczyna się trzema długimi kompozycjami o charakterze jamowym, co zbliża ich brzmienie do brzmienia albumu Everybody Knows This Is Nowhere z początków kariery Neila Younga.
Ostatni utwór z CD, blues Baby What You Want Me to Do Jimmy'ego Reeda, został nagrany podczas koncertu dla małej grupy zaproszonych osób.
Do albumu analogowego (winyl) dołożono bonusowy utwór Interstate, który jest właściwie odrzutem z sesji do albumu Ragged Glory i został nagrany 17 maja 1990 r. Oprócz tego ukazał się on również na singlu Big Time.
Jest to jeden z gorzej ocenianych przez krytykę albumów Neila Younga, przede wszystkim ze względu na brak celu w jakim został nagrany; cechuje go brak jakiegoś ukierunkowania.

## Muzycy
Crazy Horse
- Neil Young – elektryczna i akustyczna gitara, wokal, organy miechowe
- Frank Sampedro – gitara, wokal
- Billy Talbot – gitara basowa, wokal, tamburyn
- Ralph Molina – perkusja, wokal, instrumenty perkusyjne

## Spis utworów
| 1. | Big Time                                 | 7:24  |
|    |                                          |       |
| 2. | Loose Change                             | 9:10  |
|    |                                          |       |
| 3. | Slip Away                                | 8:36  |
|    |                                          |       |
| 4. | Changing Highways                        | 2:20  |
|    |                                          |       |
| 5. | Scatterred (Let's Think about Livin')    | 4:13  |
|    |                                          |       |
| 6. | This Town                                | 2:59  |
|    |                                          |       |
| 7. | Music Arcade                             | 3:59  |
|    |                                          |       |
| 8. | Baby What You Want Me to Do (Jimmy Reed) | 8:08  |
|    |                                          |       |
|    |                                          | 46:49 |
|    |                                          |       |
1. Interstate (tylko na lp)

## Opis płyty
- Producent – Neil Young
- Nagranie/inżynier dźwięku – Greg Achilla
- Asystent inżyniera – John Hausmann
- Studio – Plywood Analog, Redwood City, Kalifornia (1–7)
- Nagranie koncertowe (8) – Tim Mulligan
- Klub – Old Princeton Landing, Princeton-by-the-Sea, Kalifornia
- Inżynier dźwięku na koncercie – Tim Mulligan
- Światła – Keith Wissmar
- Miksowanie – Greg Achilla i Neil Young
- Studio – Plywood Analog, Redwood City, Kalifornia
- Data nagrania – 21 marca 1996–17 kwietnia 1996
- Transfer z płyty analogowej na CD – John Nowland i John Hausmann
- Studio – Redwood Digital
- Cyfrowy montaż i mastering – Tim Mulligan
- Starszy inżynier techniczny – Harry Sitam
- Kierownik produkcji – Tim Foster
- Technik wzmacniaczy – Sal Trentino
- Gitary Younga – Larry Cragg
- Gitary Sampedra i gitara basowa Talbota – Armando Garcia
- Technik perkusji – Jerry Conforti
- Monitory – Mark Humphries
- Management – Elliot Roberts
- Długość – 42 min. 10 sek.
- Kierownictwo artystyczne i projekt – Gary Burden dla R. Twerk & Co.
- Asystent – Jesse Burden
- Projekt komputerowy – Jessica Heo
- Przód okładki – George Carlin ("Taniec niedźwiedzia Siuksów")
- Tył okładki, malunek na dysku – K.P.O.B.
- Fotografia zespołu – Larry Cragg
- Firma nagraniowa – Reprise
- Numer katalogowy – 9 46291-2

## Listy przebojów

### Album
| Rok  | Lista         | Pozycja |
| ---- | ------------- | ------- |
| 1995 | Billboard 200 | 31      |

### Single
| Rok  | Singel     | Lista                             | Pozycja |
| ---- | ---------- | --------------------------------- | ------- |
| 1995 | "Big Time" | Billboard. Mainstream Rock Tracks | 35      |